# Deng Gai
Deng Gai (nacido el 25 de marzo de 1982 en Wau) es un exjugador de baloncesto sursudanés que disputó dos partidos en la NBA, además de jugar en ligas menores estadounidenses, en la liga polaca y en la liga lituana. Con 2,06 metros de estatura, jugaba en la posición de ala-pívot. Es primo del también jugador de baloncesto Luol Deng.

## Trayectoria deportiva

### Universidad
Jugó durante cuatro temporadas con los Stags de la Universidad de Fairfield, en las que promedió 12,7 puntos, 7,0 rebotes y 4,4 tapones por partido. Fue elegido mejor defensor del año de la Metro Atlantic Athletic Conference en sus tres últimas temporadas, e incluido en el mejor quinteto de la conferencia en 2003 y 2005. En 2005 fue además el líder absoluto de la NCAA en tapones, promediando 5,5 por encuentro.

### Profesional
Tras no ser elegido en el Draft de la NBA de 2005, fichó como agente libre por los Philadelphia 76ers, pero únicamente disputó dos partidos, en los que no consiguió anotar ni un solo punto. Jugó posteriormente en ligas menores estadounidenses, siendo incluido en 2007 en el mejor quinteto defensivo de la USBL.
En 2007 fichó por el Śląsk Wrocław polaco, acabando su carrera profesional cuatro años después en la liga lituana.

## Estadísticas de su carrera en la NBA

### Temporada regular
| Temporada | Edad | Equipo             | Liga | Pos. | P | TIT | MIN | TC  | TCA | %TC | 3P  | 3PA | %3P | TL  | TLA | %TL | R.OF. | R.DEF. | REB | ASIS | ROB | TAP | PER | FP  | PTS |
| 2005-06   | 23   | Philadelphia 76ers | NBA  | C    | 2 | 0   | 2.5 | 0.0 | 0.0 |     | 0.0 | 0.0 |     | 0.0 | 0.0 |     | 0.0   | 0.0    | 0.0 | 0.0  | 0.0 | 0.0 | 0.0 | 0.0 | 0.0 |
| Total     |      |                    | NBA  |      | 2 | 0   | 2.5 | 0.0 | 0.0 |     | 0.0 | 0.0 |     | 0.0 | 0.0 |     | 0.0   | 0.0    | 0.0 | 0.0  | 0.0 | 0.0 | 0.0 | 0.0 | 0.0 |